# Destiny (musikgrupp)
Destiny är ett svenskt heavy metal-band. Deras första album Beyond All Sense släpptes 1985 och deras andra Atomic Winter 1988. Derek Riggs, som på den tiden endast arbetade med Iron Maiden, tecknade omslaget. År 1991 kom Nothing Left to Fear. Destinys första musikvideo producerades för "The Evil Trinity" från albumet och spelades bland annat i svensk TV. År 1998 släppte de albumet "The Undiscovered Country". 2002 medverkade Destiny på Sweden Rock Festival och 2004 släpptes Future of the Past och en video till "In the Shadow of the Rainbow" producerades. 2005 släpptes en nyinspelning av bandets debutalbum under namnet Beyond All Sense 2005. 

## Biografi
Stefan Björnshög träffade Magnus Österman 1983. De bildade bandet HEXAGON, men bytte snart namn till DESTINY. 1984 skrev man på för Musik Bolaget och började spela in sitt debutalbum Beyond All Sense i Studio Bohus. Albumet släpptes 13 mars 1985 och fick ett positivt mottagande och hamnade på tredje plats på engelska importlistan. Magnus Österman lämnade då också bandet. 

### Atomic Vinter
Nästa år spelas också den klassiska sexlåtars-demon till Atomic Winter och får ännu bättre respons än förra albumet i internationella hårdrockstidningar. 1987 träffade man nytt kontrakt med tyska bolaget US Metal. Atomic Winter spelades in under våren 1988 i Musicamatic Studio och släpptes under hösten. Derek Riggs, mannen bakom Iron Maidens omslag formgav omslaget. Skivan får goda betyg i internationella hårdrockstidningar. Bland annat ger Kerrang KKKK½. Bandet genomförde en promotionsturné Tyskland och Benelux.

### 1989 – 1994
1989 spelades demon till Nothing Left To Fear in och US Metal ger klartecken för en ny skiva. Inspelningen påbörjades i Art Recordingstudio och pågår till 1990. US Metal blir dock missnöjda med inspelningen och vägrar betala studion utan vill i stället att bandet skall komma till Tyskland och göra om hela inspelningen eller byta bolag. Dessutom vill man inte betala Derek Riggs nya omslag som ännu bara är en skiss. Destiny väljer att lämna US Metal och skriver i stället på för engelska Active Records som dock endast betalar för en ny mix av albumet och avböjer att använda Dereks omslag. Active planerar att släppa plattan i oktober men så blev det inte.
1991 spelade bandet in sin första video till låten Evil Trinity från Nothing Left To Fear. Den nya skivas släpps juni samma år. Bandet är dock missnöjt då man inte vill ha en release mitt i sommaren. Videon spelas både i SVT:s metalmagasin Diezel och i ZTV. Man är också förband till Savatage under sommaren. Även Nothing Left To Fear får överlag goda recensioner i internationell metalpress.
Trots livespelningar och ett lyckat framträdande i ZTV:s Metall-journalen lämnade sångaren Zenny Hansson (Gram) bandet i slutet av 1992 för att börja spela covers. Detta bromsar upp Destiny rejält då det är svårt att hitta en tillräckligt bra ersättare för bandet. Hansson återkom dock tillfälligt 1993 för en festivalspelning. Bandet koncentrerade sig istället på att skriva ny musik. 1994 hittar man till slut en ny sångare, Daniel Heiman (nu i Lost Horizon), men blir bara kvar i tre månader. Dessbättre lyckas man övertala Zenny att återkomma då han får höra de nya låtarna, och en ny demo spelas in.

### The Undiscoverd Country
Jörgen Cremonse från Whipped Cream anlitas som producent till det nya albumet och under sommaren spelar man in det, som får namnet The Undiscovered Country. Vid den här tiden (1996) hade metalscenen ändrats så drastiskt att inget tillräckligt intressant bolag vill ta sig an Destiny. Bandet bestämmer sig för att invänta bättre tider hellre än att släppa plattan på ett bolag som inte har de rätta resurserna. Dessa kom nästa år, 1997 i och med Hammerfalls framgångar. Bolag börjar återigen visa intresse för band som Destiny. Det skriver på för nystartade GNW som verkar vara ett bolag med rätt inställning. Så släpptes The Undiscovered Country i juni 1998 och Destiny framträder med bland andra The Haunted och Evergrey. Återigen får bandets album goda recensioner. Tyvärr håller inte GNW:s resurser för den lansering bandet hoppats på. Stefan börjar bygga en egen studio och planerar för uppföljaren till The Undiscovered Country.

### 1999 – 2000
1999 börjar starkt med en utsåld konsert som förband till In Flames innan man börjar skriva material till nästa album. Man medverkar också på tributealbum till Yngwie Malmsteen och Demon. Under hösten demoinspelar man en massa låtidéer.
2000 blev dock ett turbulent år. Visserligen hittar man sin första fasta trummis på flera år, Birger Löfman från BISCAYA, men resten av medlemmarna faller ifrån en efter en. Niclas Granath blir sedan bandets nya gitarrist tillsammans med Anders Fagerstrand som började året innan. I maj spelar man in musiken till kommande albumet Future Of The Past. Det står dock klart att Anders inte kan vara kvar i bandet då han på grund av arbete måste flytta till Stockholm. Först under hösten hittar man en ersättare i Janne Ekberg. Bandet påbörjar nyinspelningar av låtar från de tre första, nu utgångna, albumen. I slutet på året meddelar Zenny att han inte längre vill fortsätta då han tycker att han stoppar bandet. Han har då i ett halvår försökt få till texter till plattan men helt tappat inspirationen. Att hitta en ny sångare visar sig vara lika svårt som tidigare. Hösten 2001hittar man till slut, efter att ha testat otaliga sångare, Kristoffer Göbel som får jobbet som sångare i Destiny. Han börjar omedelbart skriva texter till den då redan inspelade musiken.

### 2002 – 2005
Under våren 2002 spelar man in sången och gitarrsolon samt ett gästspel av Mats Olauson på keyboards på titellåten. Future Of The Past mixas sedan i Studiomega. I juni framträder Destiny på Sweden Rock Festival. Resten av året ägnas åt en jakt på nytt skivbolag. Under våren 2003 beslutar man sig till slut för GMR efter att ha provat flera bolag. Future Of The Past planeras att släppas i oktober men bland annat på grund av att omslaget inte bli klart i tid flyttas releasen fram till 2004.
Efter ytterligare några förseningar släpps Future Of The Past i Skandinavien den 15 mars 2004. Innan dess har man dock mastrat om plattan ännu en gång och spelat in en video till låten In The Shadow Of The Rainbow. Den 19 april släpptes albumet i Storbritannien. Närmast på tur står övriga Europa. 
Niclas Granath lämnade under 2004 Destiny och ersätts tillfälligt av Fredrik Olsson från Lost Horizon och numera i The Heed. Destiny headlinar bland annat på tyska Pounding Metal Attack innan man under hösten slutför inspelningen av Beyond All Sense 2005 och påbörjar mixen i Studiomega. Den avslutades samma år och albumet inklusive bonus-DVD släpps efter ett antal förseningar i maj. Michael Åberg blir ny gitarrist i bandet. Releasepartyt på Hard Rock Cafe i Göteborg följs av en spelning på Gothenburg Metal Festival som också filmas för en kommande DVD. Janne Ekberg lämnar Destiny.

### Global Warming
Förproduktionen av Cold Fire som senare fick namnet Global Warming inleddes 2006 men avbröts när Destiny erbjuds att spela förband på f.d. Black Sabbath-sångaren Tony Martins Sverigeturné. Under turnén återkommer gamle Destiny-medlemmen Floyd Konstantin som tillfällig live-gitarrist. Efter turnén medverkar man på Gothenburg Metal Festival som fyramannaband med endast en gitarrist, Michael Åberg. Detta blir också Kristofer Göbels sista spelning med Destiny innan han lämnar bandet.
I slutet av 2012 blir Jonas Heidgert Dragonland ny sångare i Destiny och under 2013 återvänder Kane Svantesson (The Undiscovered Country) som trummis i bandet.
Ett jubileumsalbum "Climate Change" påbörjas parallellt med färdigställande av "Global Warming".

## Medlemmar
Nuvarande medlemmar
- Stefan Björnshög – basgitarr (1980, 1982– )[3]
- Kane Svantesson – trummor (1994–1996, 2013– )
- Michael Åberg – gitarr (2005– )
- Joans Heidgert – sång (2012– )
- Veith Offenbächer – gitarr (2015– )

Tidigare medlemmar
- John Prodén – gitarr (1980, 1982–1985)
- Björn Centergran – trummor (1982–1983)
- Magnus Österman – gitarr (1982–1985)
- Therese Hanseroth – sång (1982–1983; död 2012)[4]
- Håkan Ring – sång (1983–1986)
- Peter Lundgren – trummor (1984–1990, 1991–1993)
- Peter Krigh – trummor (1984)
- Jörgen Pettersson – gitarr (1985–1986, 1986–1988)
- Gunnar Kindberg – gitarr (1985–1986, 1988–1991, 1995, 1998–2000)
- Floyd Konstantin – gitarr (1986–1988)
- Zenny Gram – sång (1986–1993, 1995–2001)
- Knut Hassel – gitarr (1989–1995, 1998–1999)
- Bengt Olsson – gitarr (1991, 1993–1994)
- Daniel Heiman – sång (1994)
- Tomas Fredén – trummor (1998–1999)
- Björn Ohrfeldt – trummor (1998)
- Anders Fagerstrand – gitarr (1999–2000)
- Birger Löfman – trummor (2000–2011)
- Janne Ekberg – gitarr (2000–2005)
- Niclas Granath – gitarr (2000–2004)
- Kristoffer Göbel – sång (2001–2005)
- Roger Christiansson – trummor (2012–2013)
- Carl Dahlberg – keyboard (2013–2014)

Turnerande medlemmar
- Mathias Rosén – keyboard
- Fredrik Olsson – gitarr (2004)
- Floyd Konstantin – gitarr (2006)

## Diskografi
Demo
- Demo 1983 (1983)
- Demo 1986 (1986)

Studioalbum
- Beyond All Sense (1985)
- Atomic Winter (1988)
- Nothing Left To Fear (1991)
- The Undiscovered Country (1998)
- Future Of The Past (2004)
- Beyond All Sense 2005 (2005)
- Climate Change (2016)

Singlar
- "Living Dead" (2015)
- "Sabotage" (2016)